# Robert Manzenreiter
Robert Manzenreiter (Innsbruck, 28 de agosto de 1966) es un deportista austríaco que compitió en luge en las modalidades individual y doble. Su hermana Sonja también compitió en luge.
Ganó dos medallas de plata en el Campeonato Mundial de Luge, en los años 1991 y 1993, y una medalla de plata en el Campeonato Europeo de Luge de 1992.
Participó en dos Juegos Olímpicos de Invierno, ocupando el quinto lugar en Calgary 1988 (doble) y el sexto en Albertville 1992 (individual).

## Palmarés internacional
| Campeonato Mundial | Campeonato Mundial    | Campeonato Mundial | Campeonato Mundial |
| Año                | Lugar                 | Medalla            | Prueba             |
| ------------------ | --------------------- | ------------------ | ------------------ |
| 1991               | Winterberg (Alemania) | Medalla de plata   | Equipo             |
| 1993               | Calgary (Canadá)      | Medalla de plata   | Equipo             |
| Campeonato Europeo |                       |                    |                    |
| Año                | Lugar                 | Medalla            | Prueba             |
| 1992               | Winterberg (Alemania) | Medalla de plata   | Equipo             |